# 前所未有的入侵
前所未有的入侵（英語：The Unparalleled Invasion）是美国作家杰克·伦敦于1910年所作的短篇小说，强调中西文明冲突，并描述西方最终以细菌战彻底消灭中国的故事。该篇小说首发于《麦克卢尔杂志》1910年7月刊，后于1914年与另外六部短篇小说结集出版。一百年後，2010年代有學者以此文說明1910年的杰克·伦敦是极端种族主义者，也有学者认为杰克·伦敦是在警告种族仇恨的西方人，并抗议当时正在准备运用的生物武器。

## 情节
小说开篇即点明，中国人与西方人在思维方式上的不同会给世界带来危险。在日本明治维新影响下，中国在1910年代开始现代化改革。1922年，中国与日本进行了短暂战争，最终收回了日本因《马关条约》曾从其占有的朝鲜、台湾和满洲。在接下来的半个世纪，中国人口增长稳定，经济繁荣。中国没有向外开战，但不断向亚洲其他周边地区移民，使得欧洲各国的亚洲殖民地不堪重负。1976年美国和其他西方大国发动了针对中国的生物战，几乎彻底摧毁了中国人口。欧美联军随后登陆殺死了少数鼠疫幸存者，最后以美式民主方式成功占领中国。这为“欢乐而充满机械、智能和艺术产出”的全新时代开辟了道路。1980年代，德法关系再聚乌云。故事结尾为世界各国庄严宣誓不再使用这一对付中国的“技术”。

## 写作背景
美国人当时认为中华文化与西方文化并无共同点，所以让其在美国不断繁衍是“自灭种族”。杰克·伦敦所居住的加利福尼亞州也经常爆发白人针对中日韩移民的袭击和暴乱。当时的西方领导人也普遍害怕中国人的繁衍能力，如小说中所描述的“无力阻挡骇人而四面溢出的生命洪水”。曾在日俄战争后游历满洲和朝鲜的伦敦根据所见所闻，也成功预见了日本在获得中国东北后会继续入侵中国内地以占有利用其资源和劳动力，而最终覺醒的中国会反抗并趕走日本人。综上时代背景，伦敦写了这一小说。

## 评论
文中有对中国种族灭绝的细节描述，而且文中并不存在任何批判和反对。在出版一百年後，2010年代有學者以此文证明1910年的杰克·伦敦是极端种族主义者。与伦敦同往中国东北和朝鲜的记者罗伯特·邓恩（Robert Dunn）曾说道，“他比我更厌恶日本人。尽管他是社会主义者，他似乎更相信德皇的黄祸论”。然而杰克·伦敦研究学者琼·坎贝尔·雷斯曼（Jean Campbell Reesman）则认为，正是由于伦敦观察到了西方以及白种人的自我优越感，并预感帝国主义日薄西山，所以此文实际目的是严厉警告种族仇恨及其偏执狂，警示允许并鼓励细菌战的国际作法，谴责各帝国主义政府。

## 出版
《前所未有的入侵》收录于麦克米伦出版社（Macmillan Inc.）在1914年出版的杰克·伦敦故事集《强者的力量》，該故事集还收录了评判美国资本主义社会的小说《德布斯之梦》，以及以原始社会隐喻现代社会不公的《强者的力量》等共七部小说。